# Лонгари
Лонгари (грч. Λογκάρι) је приморско насељено место у општини Амфипољ у периферији Средишња Македонија, Грчка. Према попису из 2021. године било је 20 становника.
Насеље је подигнуто седамдесетих година 20. века и на попису из 1981. године је имало осам становника.